# Claude Rabuel
Pour les articles homonymes, voir Rabuel.

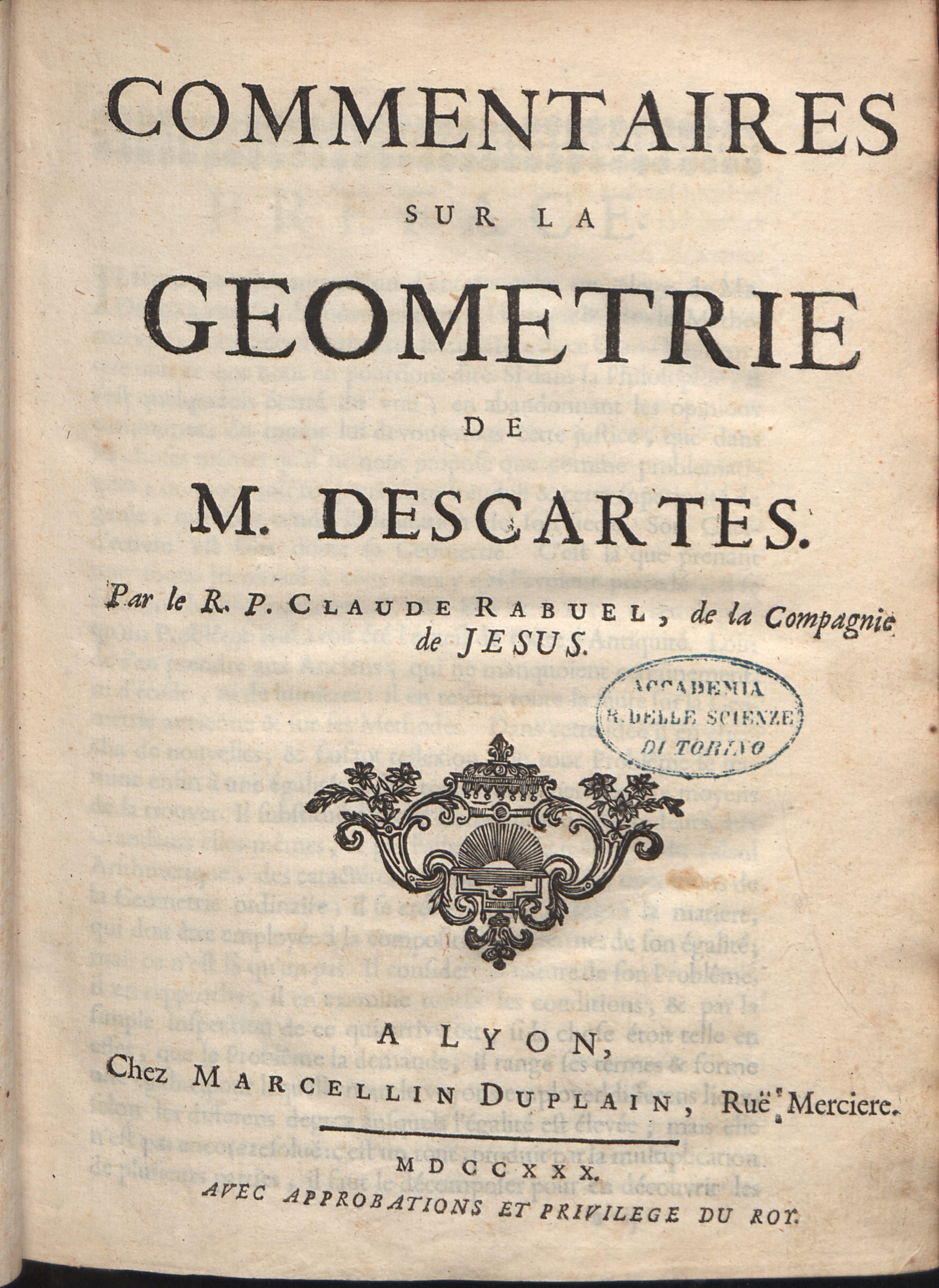
Commentaires sur la Géométrie de M. Descartes, page de titre, 1730

Claude Rabuel, né en 1669 et mort en 1729, était un mathématicien jésuite français. Il a analysé La Géométrie de Descartes. 
Rabuel a enseigné au collège de la Trinité à Lyon.

### Œuvres
- Commentaires sur la Géométrie de M. Descartes, Lyon, Marcellin Duplain, 1730 (lire en ligne)